# کارکس هومیلیس
کارکس هومیلیس (نام علمی: Carex humilis) نام یک گونه از سرده جگن است.